# 泰国寺庙列表
这是一个关于泰国佛教寺庙的列表。

## 大城府
- 柴瓦塔那兰寺
- 玛哈永寺

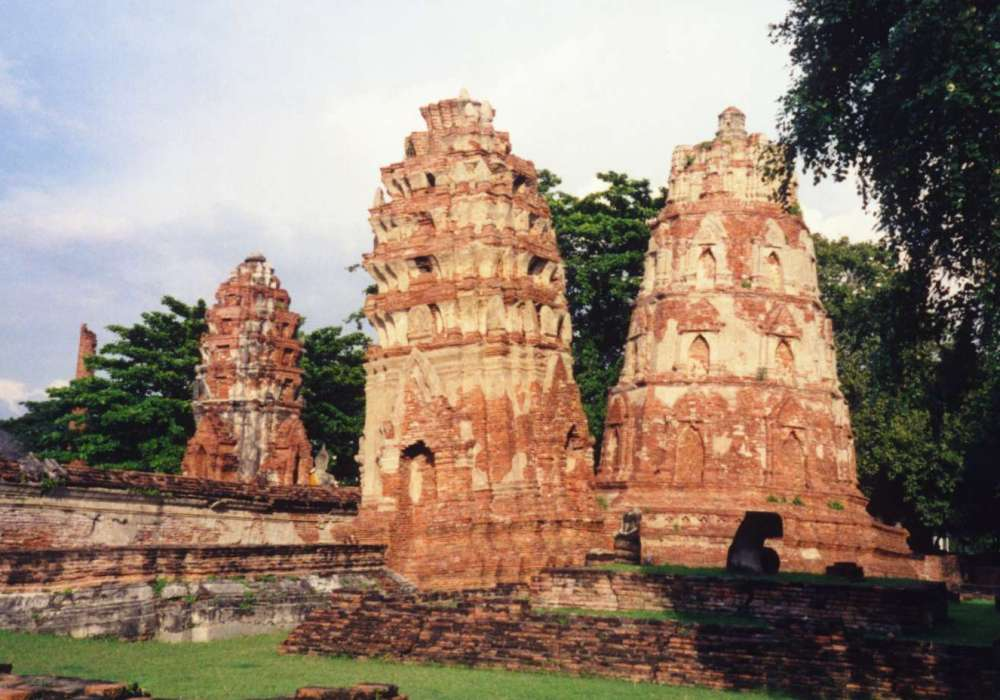
Wat Mahathat

- 卧佛寺（Wat Lokayasutharam）
- 玛哈泰寺（英语：Wat Mahathat (Ayutthaya)）
- 那普拉门寺（Wat Na Phra Men）
- 尼维塔玛帕万寺
- 帕喜善佩寺
- 菩兰寺（Wat Phra Ram）
- 三宝公庙（英语：Wat Phanan Choeng）
- 普泰沙旺寺（英语：Wat Phutthaisawan）
- 拉嘉布拉那寺（英语：Wat Ratchaburana, Ayutthaya）
- Wat Suwandararam
- 雅查蒙空寺（英语：Wat Yai Chai Mongkhon）
- 帕·西·素里育泰佛塔
- Vihara Phra Mongkhon Bophit

## 曼谷
- Wat Anongkaram
- 黎明寺
- 云石寺
- 博披披穆寺

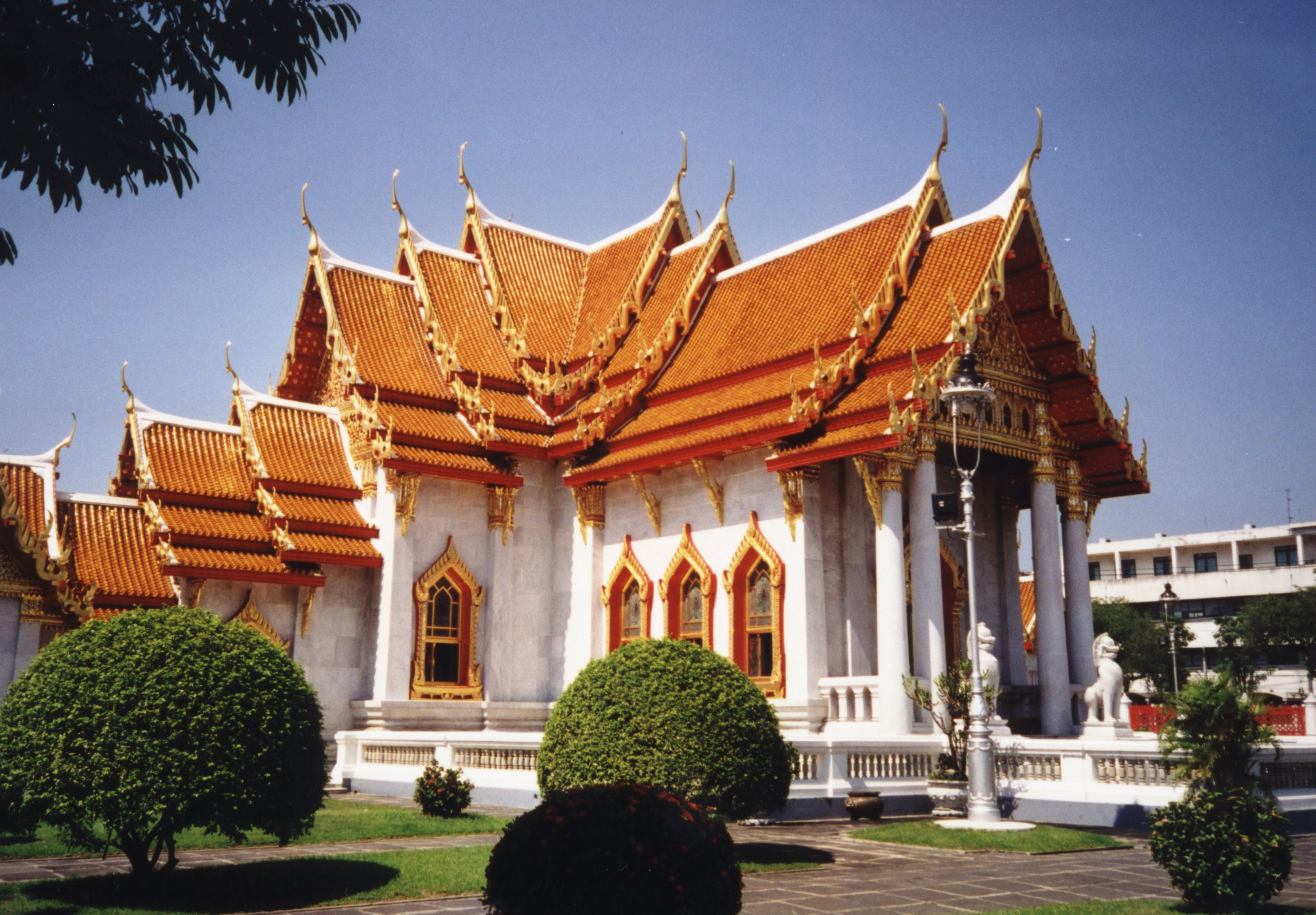
Wat Benchamabophit

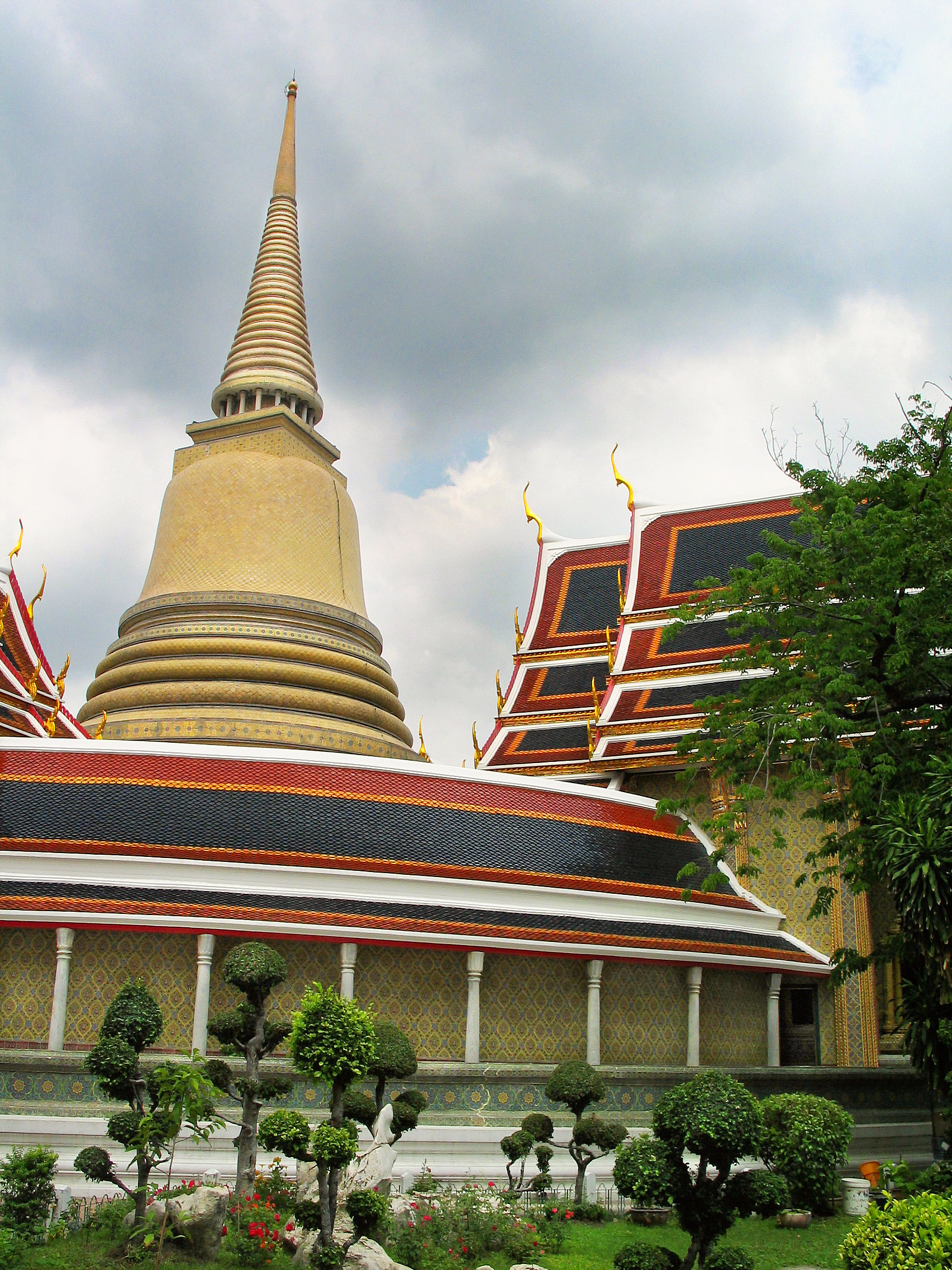
Wat Rachamabophit

- Wat Boromniwat（英语：Wat Boromniwat）
- 布旺尼威寺
- 柴亚普鲁玛拉寺（英语：Wat Chaiyaprukmala）
- Wat Chakkrawadrajawas
- 差纳颂堪寺（英语：Wat Chanasongkhram）
- Wat Chinorasaram
- Wat Dusidaram
- 洪寺（英语：Wat Hongratanaram）
- 印卓威汉寺
- 甘拉耶納密佛寺
- 玛哈泰寺
- Wat Mongkhutkasat
- 水門寺
- 巴吞哇那南寺
- 皮查亚雅提卡拉寺（英语：Wat Phichayayatikaram）
- 卧佛寺
- 玉佛寺
- Wat Phra Srimahathat
- 披猜亚寺（英语：Wat Pichaiyat）
- 越三聘
- 佩雲寺
- 钟寺（英语：Wat Rakhangkhositaram）
- 拉差博披寺
- 拉嘉布拉那寺（英语：Wat Ratchaburana）
- 王孙寺
- 王子寺
- 拉差巴迪寺
- Wat Ratchasitaram
- Wat Ratchathiwat
- 金山寺
- Wat Sommanat（英语：Wat Sommanat）
- 苏泰寺和巨型秋千
- 崖蘇汪納朗寺（英语：Wat Suwannaram）
- Wat Thepsirin
- Wat Trimitr
- 龙船寺

## 甲米府
- 虎窟寺

## 清邁府

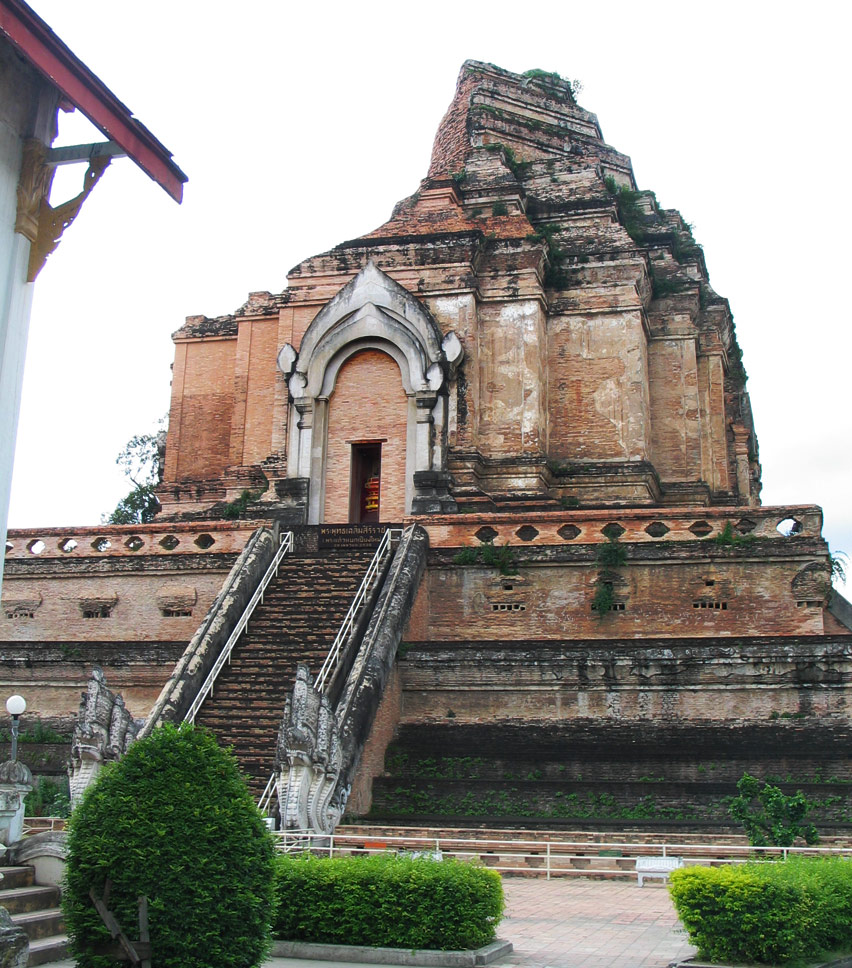
Wat Chedi Luang

- 柴迪隆寺 （Wat Chedi Luang）
- 清曼寺  （Wat Chiang Man）
- 帕邢寺（Wat Phra Singh）
- 素帖寺（Wat Phra That Doi Suthep）
- 松德寺（Wat Suan Dok）
- 罗摩利寺（Wat Lok Moli）
- 柴尤寺（Wat Chet Yot）
- 蓮塔寺（英语：Wat Chedi Liam）（Wat Chedi Liem）
- Wat Phra That Sri Jom Thong
- Wat Pa Dara Phirom
- Wat Tadorn

## 清萊府
- 宗通寺（英语：Wat Phra That Doi Chom Thong）
- 玉佛寺
- 帕邢寺 （Wat Phra Sing）
- 白廟 （Wat Rong Khun）

## 北碧府
- 帕朗塔布寺（虎庙）
- 北碧府金佛塔孟族庙

## 佛统府

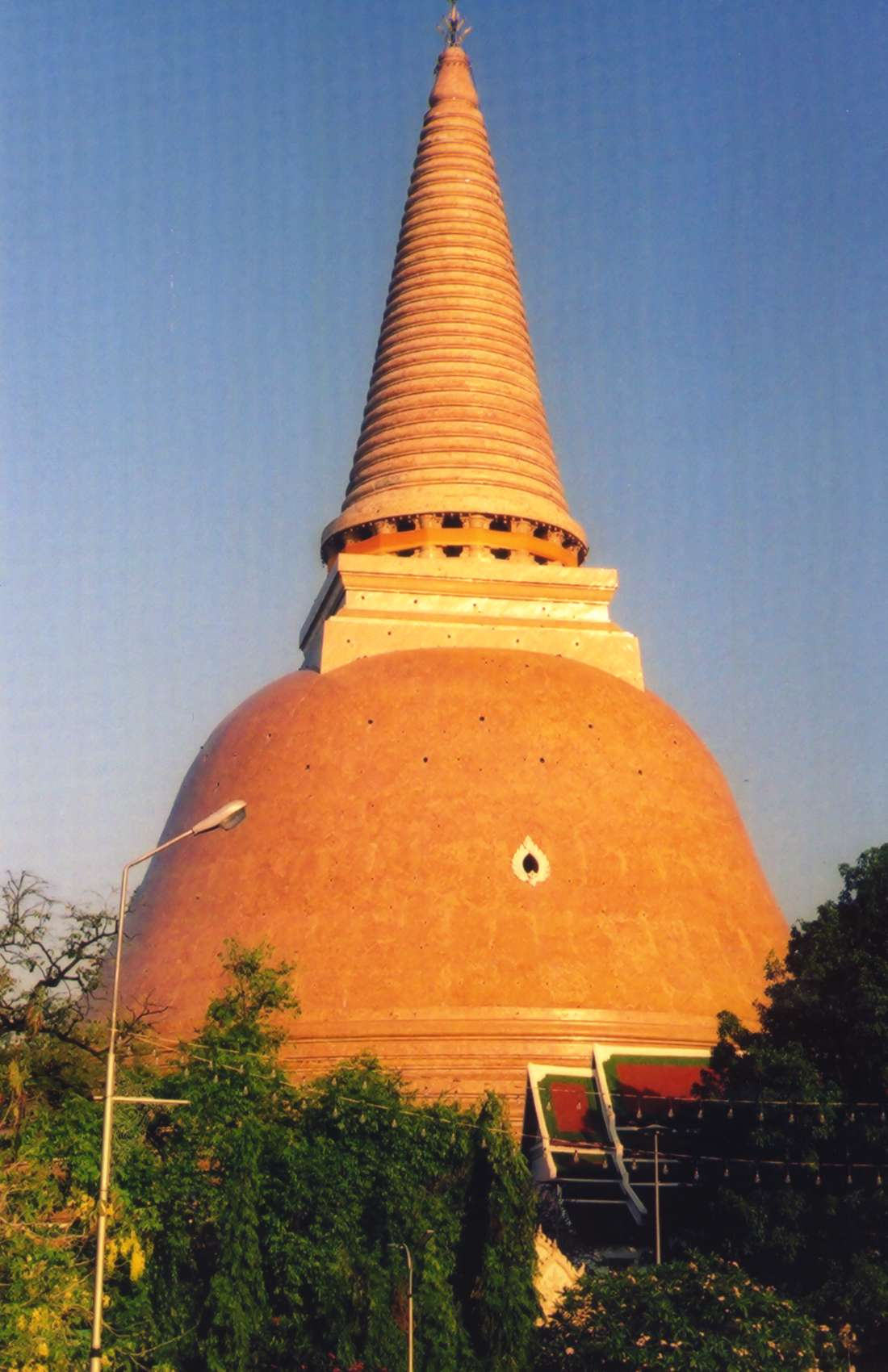
Phra Pathom Chedi

- 挽拍佛寺
- 佛统大塔

## 巴吞他尼府
- 法身寺

## 普吉府
- 查龙寺（英语：Wat Chalong）
- 金佛寺（Wat Phra Thong）

## 北标府
- Wat Praputtabat
- Wat Tham Krabok（英语：抱木寺）

## 素叻府
- Wat Phra Boromathat Chaiya

## 彭世洛府
- 西雷达纳玛哈泰寺（英语：Wat Phra Sri Rattana Mahatat Woramahawihan）（大庙）
- 朱拉玛尼寺（英语：Wat Chulamani）
- 南披耶寺（英语：Wat Nang Phaya）
- 拉乍布拉那寺（英语：Wat Ratchaburana）
- 契迪尤通寺（英语：Wat Chedi Yot Thong）